# Better Watch Out
Better Watch Out, conosciuto in Italia anche come Scary Christmas, è un film del 2016 diretto da Chris Peckover e scritto da Zack Kahn e dallo stesso Peckover, con protagonisti Olivia DeJonge, Levi Miller e Ed Oxenbould.

## Trama
La notte di Natale, la diciassettenne Ashley fa da babysitter a Luke, un dodicenne segretamente innamorato della ragazza. La sera, infatti, Luke tenta di sedurla durante la visione di un film, senza successo. All’improvviso Ashley sente dei rumori provenire dall’esterno, ma è soltanto Garrett, il migliore amico di Luke, che è venuto a fare visita. Udendo una finestra infrangersi al piano di sopra, il trio trova un mattone con la scritta “U leave U die” e Garrett, agitandosi, scappa dalla porta sul retro dove sembra venire ucciso da uno sconosciuto. Ashley e Luke capiscono che c’è qualcuno in casa e si rifugiano prima in soffitta e poi nell’armadio; qui però la ragazza osserva il misterioso tizio riconoscendo la maschera che ha indosso, capendo che si tratta dello stesso Garrett. Si scopre che era tutta una messa in scena organizzata dai due ragazzini per fare colpo sulla babysitter, che non la prende bene. Infatti, dopo aver minacciato di raccontare l’accaduto ai genitori, Ashley viene schiaffeggiata da Luke e perde i sensi dopo essere caduta dalle scale. Si risveglia più tardi legata ad una sedia con lo scotch, frastornata.
Luke inizia così a spaventare Ashley minacciandola più volte con una pistola, per poi giocare ad “obbligo o verità”, dove il bambino arriva perfino a palpeggiare la babysitter. Poco dopo suona il citofono: è Ricky, il ragazzo di Ashley. Luke nasconde la giovane legata alla sedia e colpisce Ricky con una mazza da baseball per poi trafiggergli una guancia con una matita e stenderlo con un'altra mazzata. Anch’egli si risveglia legato come Ashley, accanto a lei. Nel mentre, Ashley è riuscita a prendere un frammento di vetro proveniente da una bottiglia precedentemente frantumata a terra. Luke confessa che è stato lui stesso a chiamare Ricky, mandandogli un messaggio col telefono di Ashley. Poco dopo, Luke vuole mostrare all’amico Garrett cosa succede se una persona viene colpita alla testa da un barattolo di vernice, ispirandosi esplicitamente ad una scena di Mamma, ho perso l'aereo; Garrett tuttavia inizia a non essere del tutto convinto su quanto stia facendo ed esorta l’amico a non farlo. Interviene Ashley, che nel frattempo si è liberata usando il pezzo di vetro, ma è troppo tardi: Luke lascia cadere il barattolo di vernice che colpisce la testa di Ricky, uccidendolo all’istante. Ashley riesce a prendere la pistola, ma scopre che è scarica, perciò inizia a scappare cercando aiuto, venendo però bloccata e riportata in casa, dove viene legata con le luci natalizie.
Luke chiama Jeremy, l’ex fidanzato di Ashley, e lo accoglie nel suo giardino con un quaderno, sostenendo che la ragazza vuole che le scriva una lettera di scuse. Luke gli lega una corda al collo e lo impicca, sollevandolo e trascinandolo di peso con una falciatrice. Nel mentre in casa, Garrett confessa ad Ashley che non vuole farle del male e che voleva solo spaventarla per divertirsi; preso dai sensi di colpa cerca di liberarla, ma sopraggiunge Luke che, arrabbiato con l'amico, gli spara col fucile, due volte, uccidendolo. Per finire Luke accoltella Ashley al collo.
A questo punto Luke inizia a pulire tutta la casa e a spostare tutte le armi sporche e gli oggetti usati a suo piacimento, in modo tale da inscenare un omicidio di gelosia tra Ashley, il suo ragazzo ed il suo ex, incastrandoli alla perfezione. Rimessosi a letto fingendo di dormire, Luke attende l’arrivo dei genitori, che contattano la polizia. Con gli agenti in casa, Luke, fingendosi spaventato ed estraneo dai fatti, viene coccolato dalla madre, fin quando si scopre che c’è un altro superstite. Affacciatosi alla finestra, Luke vede Ashley, che nel frattempo è riuscita ad arrestare l’emorragia con lo scotch, venire portata d’urgenza in ospedale mentre gli fa il gesto del dito medio.
Durante i titoli di coda, Luke chiede alla madre se è possibile andare in ospedale in quanto "preoccupato" per la salute di Ashley.

## Produzione
In origine, Peckover aveva intenzione di girare il film in Sud Carolina con un budget di 500.000 dollari. Il destino dell'opera è tuttavia mutato in seguito all'incontro del regista con il produttore australiano Brett Thornquest, il quale gli ha offerto un budget di 3 milioni di dollari a patto che girasse il film in Australia.

## Distribuzione
Il film è stato presentato nella sezione After Hours del 34° Torino Film Festival il 20 novembre 2016. In Italia è stato distribuito dal 1º aprile 2018 sulla piattaforma streaming di Netflix nella versione originale con sottotitoli in italiano.
Il film è stato successivamente doppiato per la trasmissione televisiva sui canali Rai. Negli Stati Uniti, l'opera è stata inoltre pubblicata sui formati DVD e Blu Ray dal distributore Well Go USA a partire dal dicembre 2017.
Su Prime Video il film è disponibile con il nome di Scary Christmas.

## Accoglienza

### Incassi
Anche a causa di una distribuzione cinematografica non molto capillare (proiettato soltanto in sei nazioni), il film ha incassato circa 176.288 dollari al botteghino.

### Critica
Better Watch Out ha ricevuto recensioni prevalentemente positive da parte della critica. Secondo l'aggregatore di recensioni Rotten Tomatoes, l'opera ha ottenuto un indice di apprezzamento dell'89% e un voto di 6,9 su 10 sulla base di 64 recensioni; secondo Metacritic, invece, il film ha ottenuto un voto di 67 su 100 sulla base di 13 recensioni.